# Jaume Cabré
Jaume Cabré Fabré, katalonski španski pisatelj, scenarist, literarni kritik, predavatelj in politik, * 30. april 1947, Barcelona. 
Študiral je na Univerzi v Barceloni in diplomiral iz katalonskega jezika. Delal je kot srednješolski učitelj in univerzitetni profesor na Univerzi v Lleidi. Je član inštituta za katalonske študije. Piše v katalonskem jeziku, veliko pa je objavljal tudi v španščini. Piše romane, kratke zgodbe, eseje, otroško literaturo in gledališke igre.Začetki njegovega ustvarjanja segajo v leto 1974, ko je izdal dve zbirki kratkih zgodb Faules de mal desar in Toquen a morts. Njegov prvi roman Galceran l'heroi de la guerra negra je izšel leta 1978. Za svoja dela je prejel veliko nagrad.

## Dela
Zgodbe
1. Faules de mal desar (1974)
2. Toquen a morts (1977)
3. Tarda lliure (1981)
4. Llibre de preludis (1985)
5. Viatge d’hivern (2000)

Romani
1. Galceran, l’heroi de la guerra negra (1978)
2. Carn d’olla (1978)
3. El mirall i l’ombra (1980)
4. La teranyina (1984)
5. Fra Junoy o l’agonia dels sons (1984)
6. Senyoria (1991)
7. El llibre de Feixes (1996)
8. L’ombra de l’eunuc (1996)
9. Les veus del Pamano (2004)
10. Jo confesso (2011)

Otroška in mladinska literatura
1. La història que en Roc Pons no coneixia (1980)
2. L’any del blauet Ed. Barcanova (1981)
3. L’home de Sau (1985)

V slovenščino so prevedena naslednja njegova dela:
- Šumenje Pamana (Prevod: Veronika Rot, COBISS.SI-ID - 251890176), Sodnik (Prevod: Simona Škrabec, COBISS.SI-ID - 296141312), Evnuhova senca (Prevod: Simona Škrabec, COBISS.SI-ID -
- 230830336), Confiteor (Prevod: Vesna Velkovrh Bukilica, COBISS.SI-ID - 287446272)

Evnuhova senca
Evnuhova senca je roman, v katerem se glavni lik Miquel Gensana zazira v preteklost. Ob tem se mu dpirajo vprašanja o njegovi družini, umetnosti, glasbi, vojni … Roman je napisan izmenično skozi oči prvoosebnega in tretjeosebnega pripovedovalca, ki predstavljata različna pogleda na stvari. Zgodba se odvija v Kataloniji v času demokratičnih sprememb po koncu Francove diktature. V romanu avtor niza različne zgodbe, med njimi je tudi ljubezenska zgodba.